# Anne Jagellon (duchesse)
Anne Jagellon (en polonais Anna Jagiellonka et en lituanien: Ana Jogailaitė), née le 12 mars 1476 à Nieszawa et morte le 12 août 1503 à Ueckermünde, est une princesse polonaise de la dynastie Jagellon et, en tant qu'épouse du duc de Poméranie Bogusław X, duchesse de Poméranie.  

## Jeunesse

### Princesse de Pologne

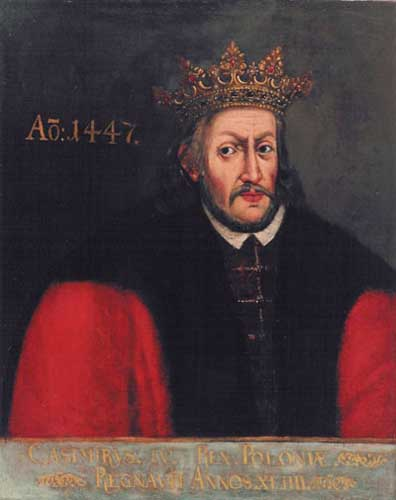
Casimir IV, roi de Pologne et père d'Anne.

Anne est la cinquième fille de Casimir IV et d'Elisabeth de Habsbourg, couple royal de Pologne et de Lituanie. Elle passe la majeure partie de sa jeunesse dans le grand-duché de Lituanie, jusqu'à l'automne 1484. Dès lors, elle accompagne ses parents lors de leurs voyages entre la Pologne et la Lituanie. Il existe peu d'information sur la jeunesse et l'éducation d'Anne.
Son père Casimir IV tente de marier sa fille à Maximilien Ier, futur empereur des Romains, au printemps 1486. Des émissaires polonais sont alors envoyés à Cologne pour négocier le mariage, tableau de la princesse Anne à l'appui, mais sans succès, les Habsbourg ne manifestant que très peu d'intérêt pour la princesse polonaise. 

### Un mariage arrangé

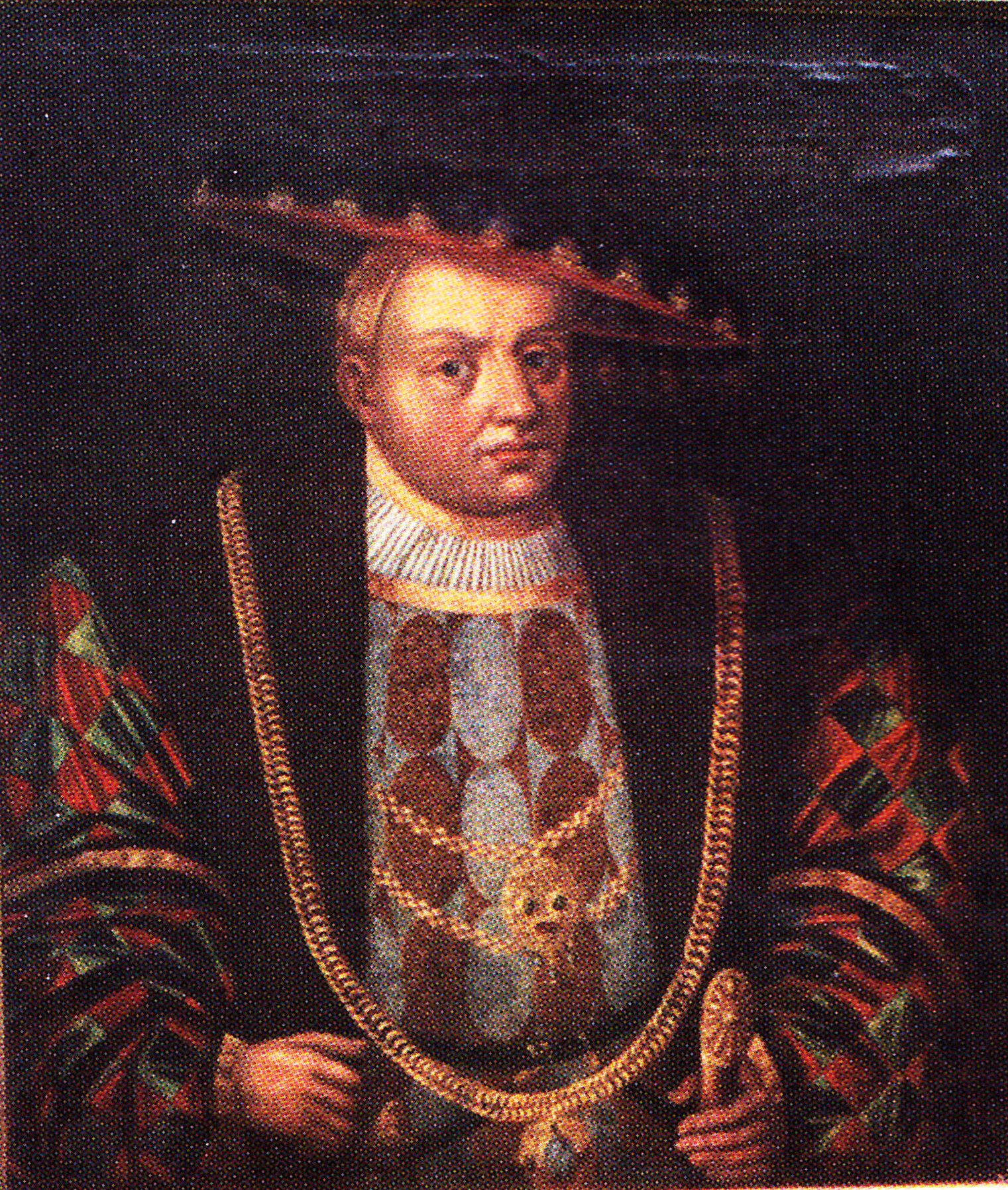
Bogusław X de Poméranie, époux de Anne Jagellon.

Entre 1489 et 1490, Mikołaj Kościelecki, évêque de Chełm, arrive à Barth et commence les négociations afin de marier Anne à Bogusław X de Poméranie. Le 7 mars 1490, Adam Podewils (le gouverneur de la ville de Białogard), Werner Schulenburg (le gouverneur de Szczecin) et Bernard Roth, représentant de l'ordre de Saint-Jean de Jérusalem, signent un accord de mariage. Dans un même temps, le mariage est célébré par procuration, Podewils jouant le rôle du marié. Casimir IV donne en tant que dot l'équivalent de 32 000 zlotys hongrois, obtenus par l'intermédiaire des villes de Lębork et de Bytów. Le 1er février 1491 Bogusław X offre à sa femme en tant que cadeau de mariage les districts de Rügenwalde, Białogard and Greifenberg. La dot est payée en totalité en s'étalant sur plusieurs décennies. En effet, le 3 mai 1526, le roi de Pologne Sigismond Ier reçoit de la part des fils de Boguslaw la somme de 14 000 zlotys en échange du transfert des villes de Lębork et Bytów. Les 18 000 zlotys restants sont payés aux alentours de 1533.

### La cérémonie

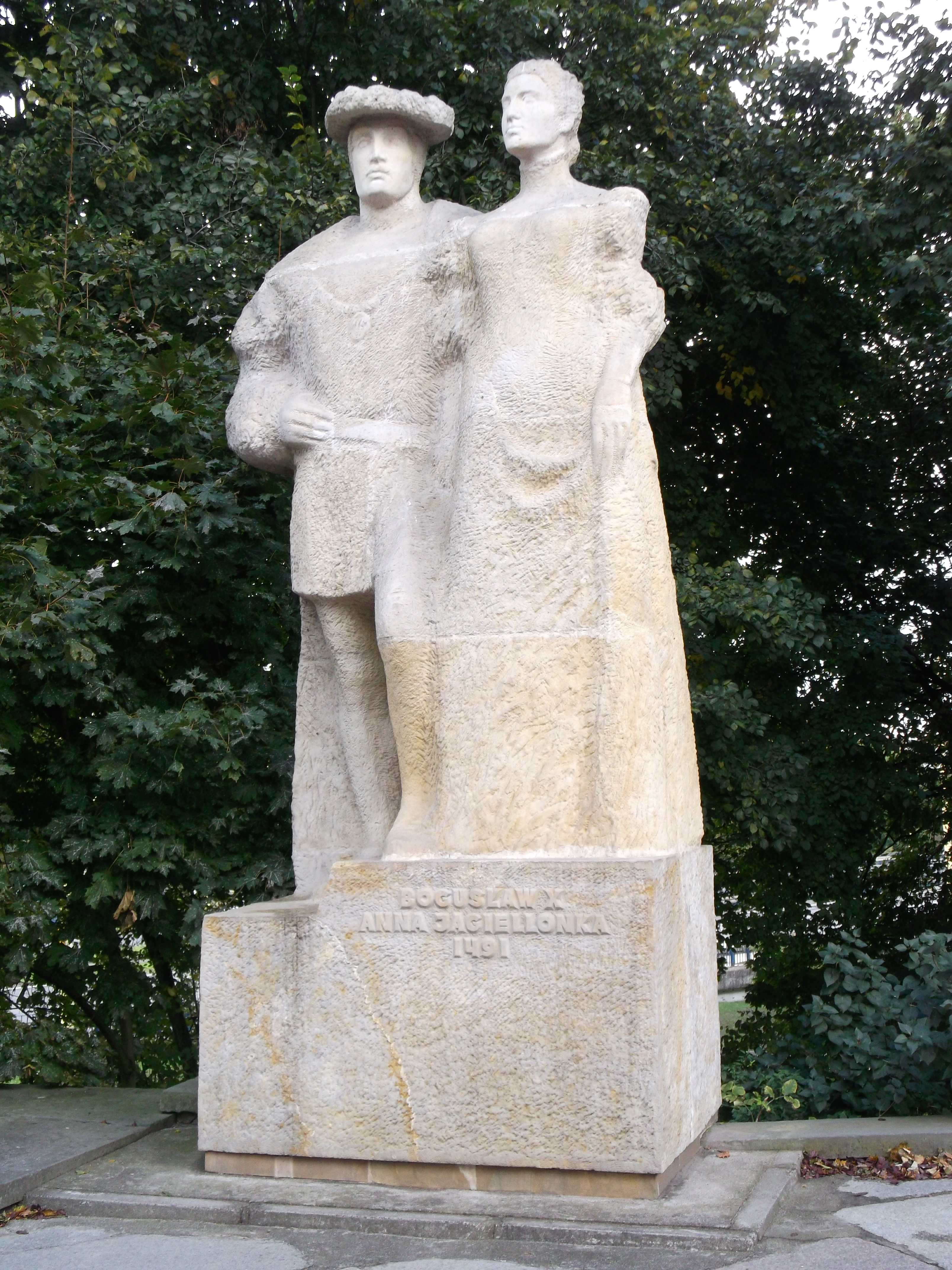
Statue représentant le couple ducal Bogusław X et Anne Jagellon, dans la ville de Szczecin.

Anne fait son arrivée à Łęczyca vers le 15 janvier 1491,d'où elle commence son voyage vers la Poméranie en compagnie de sa famille. La cérémonie a lieu le 2 février 1491 dans la ville de Szczecin. La fête est rapportée comme ayant été somptueuse et parmi les invités sont présents Sophie de Poméranie, mère de Bogusław X ainsi que les beaux-frères de ce dernier, Magnus II de Mecklembourg et Balthazar de Mecklembourg.  
Anne est âgée de 14 ans seulement lors de son mariage. Elle est la seconde femme du duc de Poméranie, dont la première union avec Marguerite de Brandebourg fut stérile. Bogusław X ayant ainsi accusé d’infidélité et désavoué cette dernière, il voit ce nouveau mariage comme un moyen de renforcer les liens de la Poméranie avec la Pologne. Sa querelle avec la famille Brandebourg dure jusqu'à la signature d'un traité de paix le 26 mars 1493 dans la ville de Pyrzyce, où Jean Ier Albert Jagellon, frère d'Anne et Roi de Pologne de l'époque, sert de médiateur pour les deux partis. 

## Duchesse de Poméranie

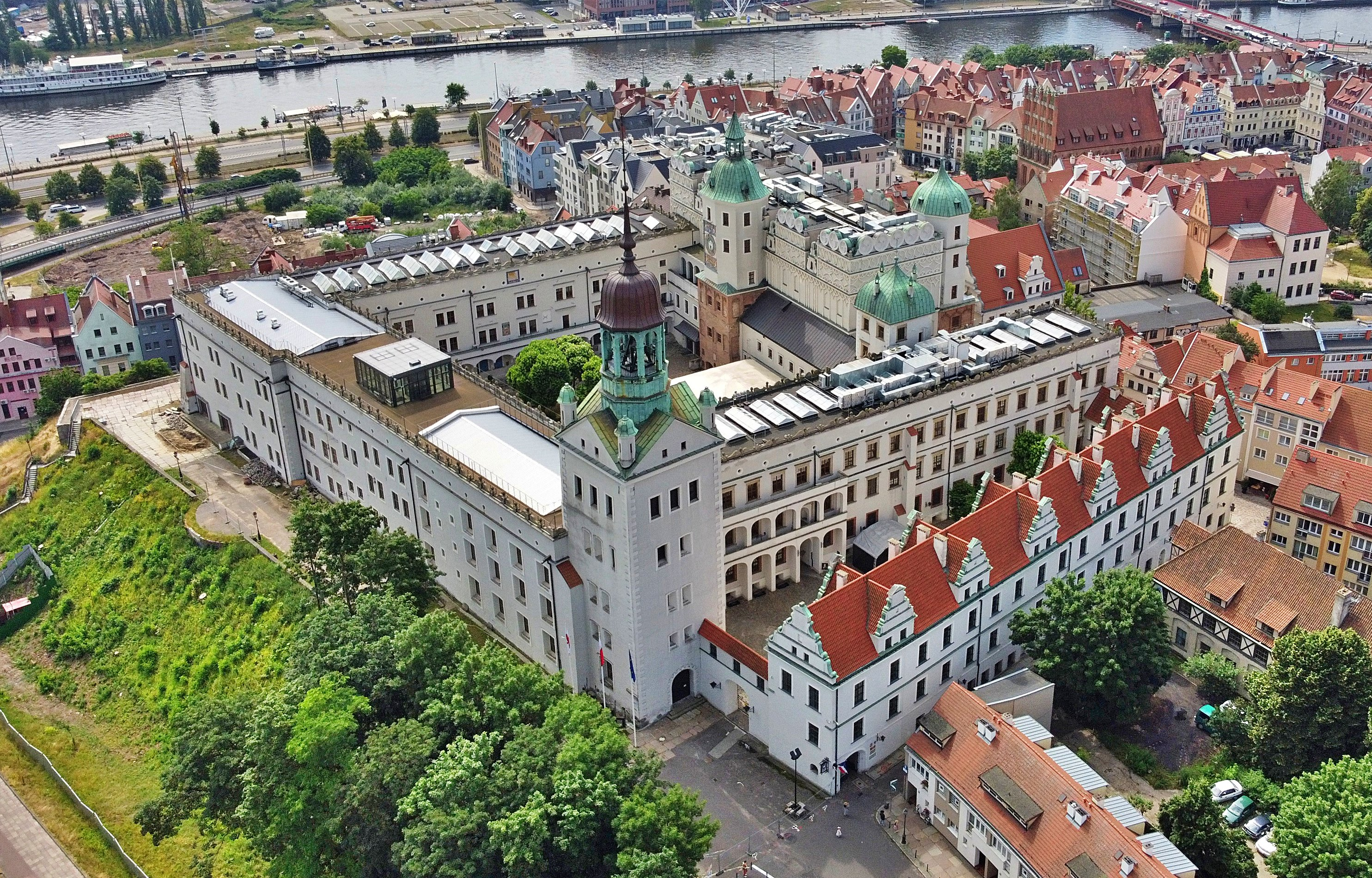
Château ducal de Szczecin, lieu de résidence d'Anne Jagellon après son mariage.

### Vie en Poméranie
Le couple ducal réside principalement à Szczecin, après la rénovation du château local par Boguslaw. Le 14 décembre 1496, ce dernier quitte le château pour soutenir l'empereur des romains Maximilien Ier dans sa guerre contre le roi de France Charles VII. Après cette guerre, il part effectuer un pèlerinage en Terre sainte, pour ne revenir que le 12 avril 1498. La régence du duché est entre-temps confiée à Benedikt von Waldstein, évêque de Comminges et au Chancellier Georg Kleist. Anne participe également à l'intendance en gérant des observations et des traités mineurs.

### Rébellion, exil et mort

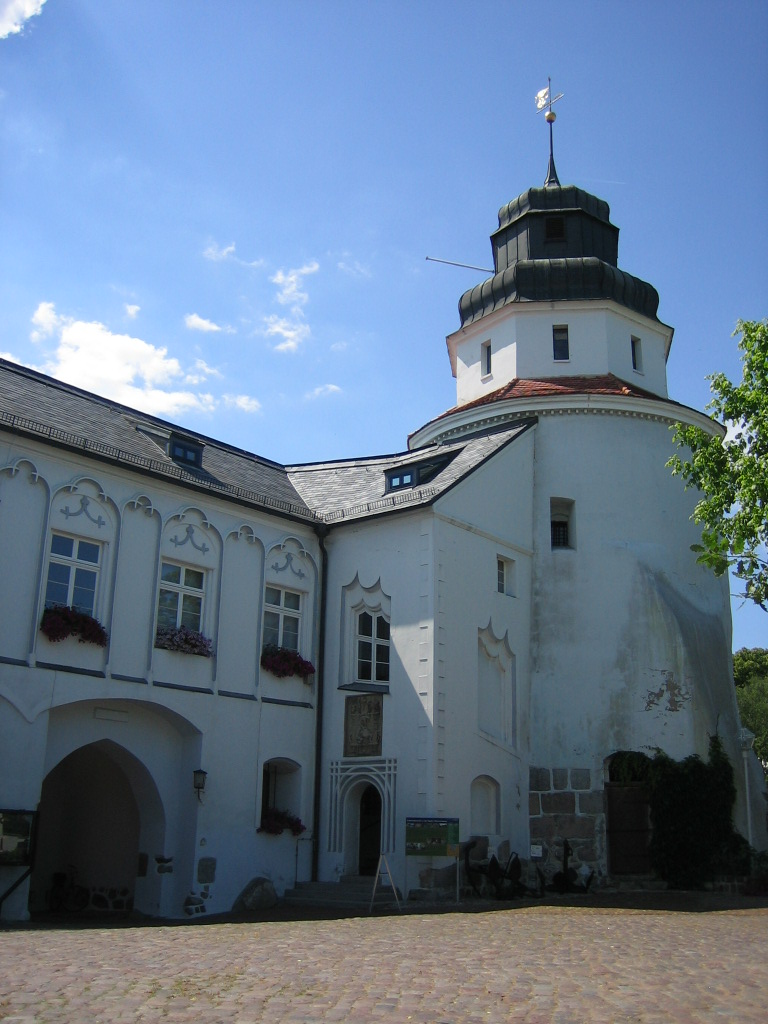
Château de Ueckermünde, où Anne passe la fin de sa vie.

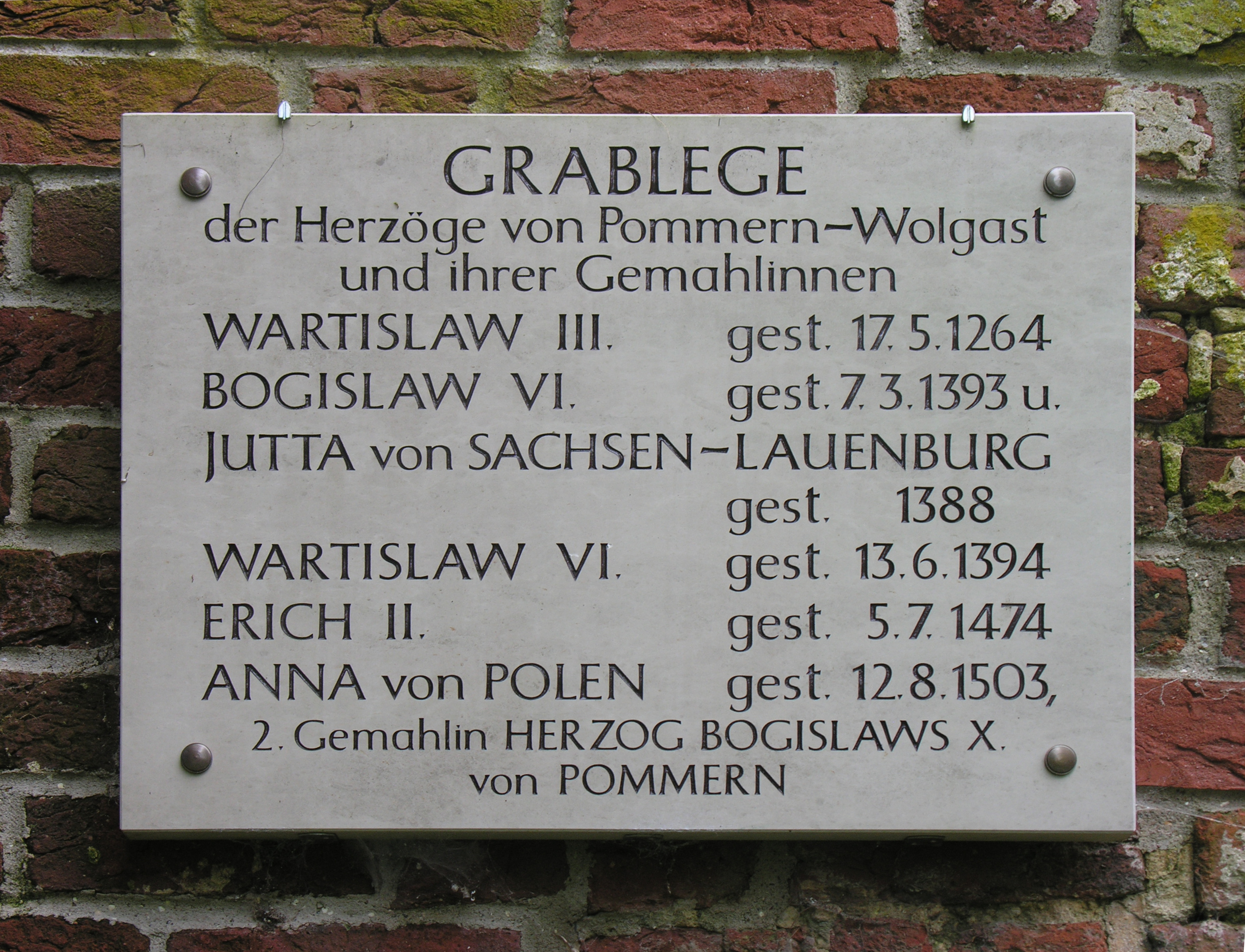
Plaque commémorative à l'abbaye d'Eldena.

En automne 1503, une rébellion éclate parmi les habitants de Szczecin, forçant Anne et sa famille à fuir vers Gartz dans un premier temps, puis vers le château d'Ueckermünde, où Anne donne naissance à son plus jeune fils.  
Selon Thomas Kantzow, un chroniqueur poméranien, Anne tombe malade peu après son arrivée au château d'Ueckermünde, dont les murs récemment recouverts de chaux attaquent son cœur. Les historiens modernes spéculent que la cause de sa mort doit être une pneumonie ou une tuberculose.
Anne Jagellon meurt le 12 août 1503 à Ueckermünde et est enterrée à l'abbaye d'Eldena à Greifswald. L'abbaye étant désormais en ruines, une plaque commémorative est située à l'endroit où se situait le tombeau de la duchesse.

## Descendance
Elle a en tout huit enfants :

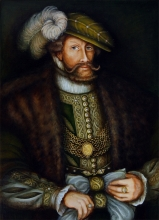
Georges Ier de Poméranie, duc de Poméranie et fils d'Anne Jagellon

- Anne de Poméranie (1491-1550), épouse du duc Georges Ier de Brzeg
- Georges Ier (1493-1531), duc de Poméranie
- Casimir VIII de Poméranie (1494-1518)
- Sophie de Poméranie (1498-1568), épouse du roi du Danemark et de Norvège Frédéric Ier
- Elisabeth de Poméranie (1499-1518), abbesse de l'abbaye de Krummin
- Barnim de Poméranie (1500-1501)
- Barnim IX (1501-1573), duc de Poméranie
- Otto IV de Poméranie (1503-1518)

## Galerie

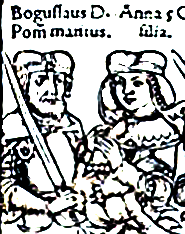
Dessin représentant Anne Jagellon aux côtés de son mari.